# Strawberry Bubblegum
„Strawberry Bubblegum” este un cântec înregistrat de compozitorul și cântărețul american Justin Timberlake pentru al treilea lui album de studio, The 20/20 Experience (2013). Timberlake a scris și produs cântecul împreună cu Timothy „Timbaland” Mosley și Jerome „J-Roc” Harmon, cu ajutorul lui James Fauntleroy. „Strawberry Bubblegum” este un cântec R&B mid-tempo cu elemente ambientale și EDM. Structura melodică a fost comparată cu munca muzicienilor precum Barry White, Prince și Stevie Wonder. 
Părerile criticilor muzicali au fost împărțite în privința piesei; producția a fost în general lăudată, pe când versurile au fost criticate ca fiind un cliché. În ciuda reacțiilor mixte, cântecul a debutat pe locul al 22-lea în topurile din Coreea de Sud după lansarea The 20/20 Experience. S-a clasat de asemenea pe locul 34 și 38 în topul UK R&B Singles Chart și respectiv US Hot R&B/Hip-Hop Songs Chart. Timberlake a interpretat pentru prima dată „Strawberry Bubblegum” la Late Night with Jimmy Fallon pe 15 martie 2013.

## Topuri
După lansarea The 20/20 Experience, datorită vânzărilor digitale, „Strawberry Bubblegum” a ajuns pe locul al 34-lea în UK R&B Singles Chart. În săptămâna din 17 martie 2013, cântecul a debutat în Coreea de Sud în Gaon International Chart pe locul al 22-lea cu vânzări de 7,089 copii digitale.
| Topuri (2013)                                 | Poziție de top |
| --------------------------------------------- | -------------- |
| Franța (SNEP)                                 | 172            |
| South Korea Gaon International Chart          | 22             |
| UK Singles (Official Charts Company)          | 193            |
| UK R&B (Official Charts Company)              | 34             |
| US Bubbling Under Hot 100 Singles (Billboard) | 6              |
| US Hot R&B/Hip-Hop Songs (Billboard)          | 38             |